# Chimarra yaorum
Chimarra yaorum är en nattsländeart som beskrevs av Chantaramongkol och Malicky 1989. Chimarra yaorum ingår i släktet Chimarra och familjen stengömmenattsländor. Inga underarter finns listade i Catalogue of Life.